# Хейс, Джаханна
Джаханна Флеминг Хейс (родилась 8 марта 1973 года) — американский педагог, депутат Палаты представителей США. Она представляет 5-й округ Коннектикута. Впервые избрана в ноябре 2018 года. Член Демократической партии США.

## Образование
Джаханна Хейс родилась 8 марта 1973 года в городе Уотербери (Коннектикут). В 1990 году у неё родился ребёнок. Она поступила в Университет Южного Коннектикута в 1997 году. После обучения она получила степень бакалавра. В 2012 году она получила степень магистра в Университете Сент-Джозефа штата Коннектикут.

## Карьера
Хейс начала работать в 2002 году. Её первым рабочим местом стала школа в городке Сузбери. Она преподавала общественные науки в школе городка Уотербери. Во время работы в школе она участвовала в различных конкурсах педагогического мастерства. В 2016 году Хейс выиграла национальный конкурс США среди учителей, получив звание Учитель года США. В течение года после победы на национальном конкурсе занималась общественной работой.
14 августа 2018 года Хейс выиграла демократические праймериз в своём округе, а в ноябре 2018 года она победила на выборах в конгресс США. В политике она поддерживает общественное образование и учительские союзы, реформу образования и контроль над ношением оружия в США. В настоящее время она проживает в городке Ватербери в штате Коннектикут вместе с супругом Милфродом Хейсом и четырьмя детьми.
Джаханна Хейс является членом аграрного комитета (субкомитет по лесному хозяйству, субкомитет по продуктам) и комитета по образованию и труду (субкомитет по гражданским правам, субкомитет по начальному образованию) палаты представителей США.